# Silver Session for Jason Knuth
Silver Session for Jason Knuth är en EP av Sonic Youth som släpptes den 14 juli 1998. 

## Låtlista
1. Silver Panties
2. Silver Breeze
3. Silver Flower
4. Silver Wax Lips
5. Silver Loop
6. Silver Shirt
7. Silver Son
8. Silver Mirror